# Egon Höhmann
Egon Höhmann (* 29. September 1926 in Sandershausen (heute Niestetal); † 19. Januar 1979 in Bonn) war ein deutscher Politiker (SPD).
Er war von 1976 bis zu seinem Tode Parlamentarischer Staatssekretär beim Bundesminister für innerdeutsche Beziehungen.

## Leben und Beruf
Höhmann wurde nach der Schule zur Wehrmacht eingezogen. Er diente in der Fallschirmjägertruppe und wurde noch im März 1945 so schwer verwundet, dass ihm ein Oberschenkel amputiert werden musste. Ende 1945 nahm er am Pädagogischen Institut in Kassel ein Studium auf und war seit 1952 Lehrer in Fürstenhagen.

## Partei
Höhmann trat 1946 den Falken und kurze Zeit später der SPD bei. Von 1953 bis 1957 war er Vorsitzender der SPD in Fürstenhagen und seit 1954 Kreisvorsitzender der SPD im Kreis Witzenhausen.

## Abgeordneter
Höhmann war seit 1956 Mitglied des Kreistages im Kreis Witzenhausen, wo er die SPD-Fraktion führte.
Von 1957 bis zu seinem Tode war Höhmann Mitglied des Deutschen Bundestages. Hier war er vom 4. März 1971 bis 1976 stellvertretender Vorsitzender des Ausschusses für innerdeutsche Beziehungen.
Egon Höhmann ist stets als direkt gewählter Abgeordneter des Wahlkreises Eschwege in den Bundestag eingezogen.

## Öffentliche Ämter
Am 16. Dezember 1976 wurde Höhmann als Parlamentarischer Staatssekretär beim Bundesminister für innerdeutsche Beziehungen in die von Bundeskanzler Helmut Schmidt geführte Bundesregierung berufen.

## Ehrungen
- 1978: Verdienstkreuz 1. Klasse der Bundesrepublik Deutschland[1]
- Nach Höhmann sind die Egon-Höhmann-Straßen in Niestetal und in Hessisch Lichtenau benannt.